# Penebui
Penebui je bila egipatska kraljica supruga 1. dinastije, žena Džera, a ime joj je pronađeno u Sakari. Zvana je "Velika od hetes-žezla".